# Милијарда (мини-албум)
Милијарда је први мини-албум српске поп-фолк певачице Милице Павловић, издат 13. маја 2024. године за њену издавачку кућу Сењорита мјузик.  Састоји се од три нове песме за које су снимљени музички спотови, ремикса песме са једног од претходних албума (Спаваћица), као и лајв верзије песме Срце породично са концерта из Београдске арене, у питању је насловна нумера тв серије Породично благо, коју у оригиналу изводи Жељко Самарџић.

## Списак песама
| №  | Назив                        | Текст                                | Музика              | Трајање |  |
| 1. | Она носи Праду               | Љиљана Јорговановић                  | Владимир Узелац     | 2:58    |  |
| 2. | Господе мој                  | Љиљана Јорговановић                  | Фибус (текстописац) | 3:47    |  |
| 3. | Праштај                      | Љиљана Јорговановић                  | Лемонис Скопелитис  | 4:28    |  |
| 4. | Спаваћица кавалијер ремикс   | Милица Павловић, Љиљана Јорговановић | Владимир Узелац     | 3:12    |  |
| 5. | Срце породично лајв БГ Арена | Љиљана Павић                         | Корнелије Ковач     | 4:23    |  |